# بهاء الدين بساط
بهاء الدين بساط، مهندس ومعماري ووزير لبناني سابق في حكومة 1982، من مواليد مدينة صيدا اللبنانية سنة 1923،حاصل على شهادة الهندسة من المعهد العالي للهندسة ESIB، عيّن وزيرا ً للموارد المائية والكهربائية والإسكان والتعاونيات في أيلول 1982.

## الحياة العلمية و المهنية
كما شغل بهاء الدين بساط منصب عضو ثم أمين سر نقابة المهندسيين اللبنانية، سنتي 1967 و 1968. ثم انتخب نقيبا للمهندسين سنة 1970 لمدة سنتين وأعيد انتخابه سنة 1974 لمدة سنتين كذلك 1975- 1976.
ثم مددت ولايته لغاية سنة 1991 حيث بقي على رأس النقابة حائزا على ثقة المهندسيين والمعماريين اللبنانيين لمدة 15 سنة يقوم بأعمال تدفع وتجور بقطاع الهندسة والمعمار والمهمدس اللبناني. 
خولت له تجربته الطويلة في العمل الإداري والنقابي في المجال العمراني والنقابي أن يتولى رئاسة اتحاد المهندسين العرب سنة 1990.

## أهم الأعمال والإنجازات الإدارية والتنظيمية في لبنان
- الرقابة الذاتية على رخص البناء.
- الرسوم النسبية على أعمال المهندسين.
- تشييد المبنى الثاني لبيت المهندس Block B
- إقامة معرض دائم للمواد والمعدات الهندسية.
- إقرار وإنشاء مكاتب للنقابة في المحافظات اللبنانية المختلفة.
- تأليف رابطات علمية في النقابة لتبادل التجارب والمعلومات والعلوم الهندسية.
- وضع دراسة عن الأوضاع المالية للصندوق التقاعدي.
- الحفاظ على لوائح الشهادات المعترف بها.
- إعداد مشروع تعديل قانون مزاولة المهنة.
- إنشاء صندوق الإعانة والتوفير والتسليف للمهندسين.
- المثابرة على تأمين الإستشفاء بواسطة التأمين الجماعي لموظفي مجال المعمار والهندسة في القطاع الصحي الخاص.[1]
- نتيجة للجهود المتواصلة التي بذلها مجلس النقابة وعلى رأسهم بهاء الدين مع تجاوب المسؤولين تم التوصل إلى إتفاق تم بموجبه إعداد قانون من مجلس النواب بمنع قبول الشهادات الهندسية بالمراسلة وعدم الاعتراف والأخذ بها في مجال المعمار والهندسة في لبنان.

## مع الحكومة اللبنانية
بخصوص العمل في الحقل العام اللبناني، عيّن وزيرا ً بعاء الدين بساط وزيرا للموارد المائية والكهربائية والإسكان والتعاونيات في حكومة 1982 بتاريخ أيلول 1982 مع التي عرفت باسم حكومة السيد شفيق الوزان الثانية من سنة 1982 إلى سنة 1984.